# Нешенка
Нешенка — деревня в Козельском районе Калужской области. Входит в состав сельского поселения «Деревня Плюсково».
Расположена примерно в 4 км к западу от деревни Плюсково.

## Население
| 2002 | 2010 |
| ---- | ---- |
| 26   | ↘13  |